# This Is What the Edge of Your Seat Was Made For
Albums de Bring Me the Horizon
Count Your Blessings
(2007)
Singles
1. Traitors Never Play Hangman
Sortie : 2006

This Is What the Edge of Your Seat Was Made For est une démo du groupe anglais Bring Me the Horizon.
Cette démo est sortie en octobre 2004 sous le label Thirty Days of Night Records et sa réédition, en 2005 sous le label Visible Noise. Elle contient plus d'influences Metalcore que leur album studio Count Your Blessings, plus tourné vers le Deathcore.
À l'origine, cette démo devait contenir un cinquième titre We Are All Movie Stars, que le groupe a finalement retiré de la liste des titres.
Le nom du titre Who Wants Flowers When You're Dead? Nobody est tiré du roman de J. D. Salinger intitulé L'Attrape-cœurs, (The Catcher in the Rye).

## Liste des titres
1. RE: They Have No Reflections - 5:42
2. Who Wants Flowers When You're Dead? Nobody - 4:54
3. Rawwwrr! - 4:13
4. Traitors Never Play Hangman - 3:37
5. Shed Light - 3:53  (piste bonus)

## Musiciens
- Oliver Sykes - chant
- Lee Malia - guitare
- Curtis Ward - guitare
- Matt Kean - basse
- Matt Nicholls - batterie